# Six Feet Under

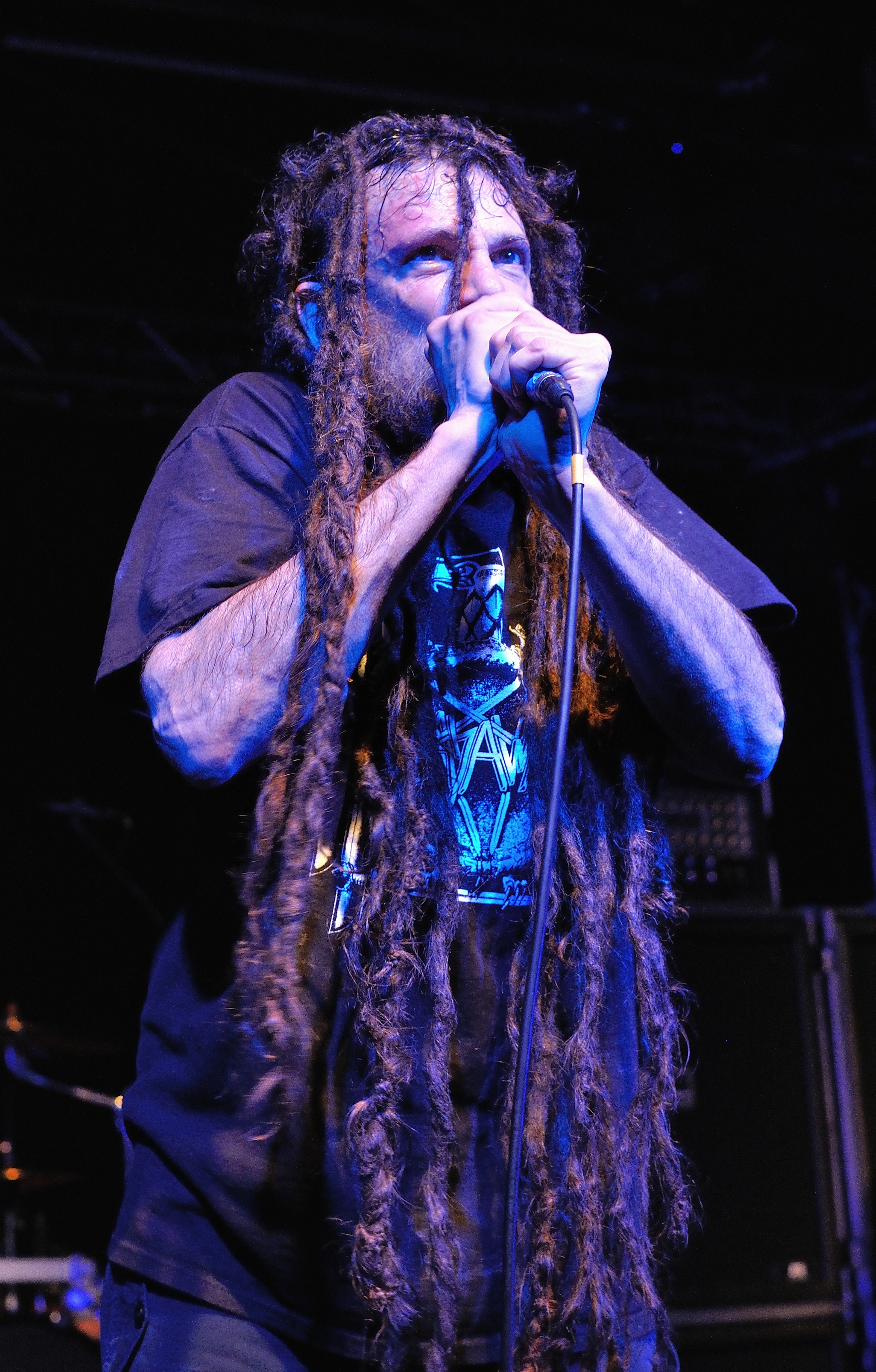
Chris Barnes, 2015

A Six Feet Under egy amerikai death metal együttes, mely 1993-ban alakult a floridai Tampában. Az együttest a Cannibal Corpse énekes Chris Barnes, és az Obituary gitárosa Allen West alapította. Hozzájuk csatlakozott Terry Butler basszusgitáros, aki a Massacre és a Death soraiban is játszott, valamint Greg Gall dobos. Mivel az eredeti felállásból három tag is ismert zenésznek számított death metal körökben, az együttes supergroupnak tekinthető. Zenéjük egyszerű felépítésű, groove alapú death metal, ezért a death 'n' roll stílusmeghatározást is szokták velük kapcsolatban emlegetni. Dalaik a halál, gyilkosság, erőszak, politika, és a marihuána témakörével foglalkoznak.
Pályafutásuk során eddig tizenkettő albumot adtak ki, melyekből csak az Egyesült Államokban több mint 370 000 darabot adtak el. A Nielsen Soundscan felmérései szerint ezzel az eredménnyel a negyedik legkelendőbb death metal együttesnek számítanak az Egyesült Államokban. A six feet undere nagyon jellemző a közepes olykor még is gyors dupla lábgépes ritmusok, fillek és a menetelő mély torzított gitár dübörgése.
Az ének akárcsak a Cannibal Corpse első négy albumán (amin meg Chris Barnes énekel) száraz, kissé rekedtes, melyből hőrgős...
a basszusgitár a gitár és a dob pusztító hangulatát hozza.

## Történet

### Korai évek:Haunted, ésWarpathalbumok (1993–1997)
Az együttest Chris Barnes énekes és Allen West gitáros alapította 1993-ban, eredetileg csak mellékprojektként. West korábban az Obituaryban zenélt 1992-ig, míg Barnes még tagja volt a Cannibal Corpsenak. Basszusgitárosuk Terry Butler (Death, Massacre), míg dobosuk Greg Gall lett. 1993-ban már aktívan koncerteztek klubokban, többnyire feldolgozásokkal. 1994 közepén saját dalokat kezdtek írni, majd még ez évben szerződést írtak alá a Metal Blade lemezkiadóval. A szerződést nagyban köszönhették, korábbi ismeretségüknek. Chris Barnest 1995-ben kirúgták a Cannibal Corpse-ból, így már teljes erőbedobással tudott a Six Feet Under dolgaira koncentrálni. Brian Slagel és Scott Burns producerek segédletével 1995 szeptemberében jelent meg első albumuk Haunted címmel. A lemez átütő siker lett, 35 000 eladott példánnyal. A tagok előző zenekaraival ellentétben az album kevés gitárszólót, és egyszerű felépítésű, rock n' roll alapú számokat tartalmazott. A rajongók és a kritikusok nagyrészt dicsérték, főleg Barnes brutális énekteljesítményét. Ugyanakkor voltak akik nehezményezték az együttes elfordulását a death metal normáktól. Az együttesen belül Barnes fő prioritást élvez mind a mai napig, így elsődlegesen az ő zenei elképzelései a mérvadóak.
Következő kiadványuk egy Alive and Dead címmel megjelent EP lett, mely 1996. október 29-én látott napvilágot. A lemez tartalmazott egy Grinder című Judas Priest feldolgozást is, ezenkívül négy koncert, és két stúdiófelvételt. Ezt követően nekiláttak a második albumuk munkálatainak, mely 1997 szeptemberében megjelent Warpath címmel, rajta egy Holocaust feldolgozással ("Death Or Glory"). A 4:20 című dalban Barnes meglepő mód tiszta hangon énekelt, és a marihuána iránti szeretetéről szól.

### Maximum ViolenceésGraveyard Classics(1998–2000)
1998-ban Allen West elhagyta a zenekart, hogy ismét csatlakozzon az Obituaryhoz. Helyére az a Steve Swanson került, aki korábban a Massacre soraiban gitározott. Ezzel a felállással kialakult egy mai is működő stabil felállás.
Már ez a tagság jelentette meg a harmadik albumot, mely 1999. július 13-án jelent meg Maximum Violence címmel. Az album dalszövegei még az előző lemezekénél is kegyetlenebbek lettek, melyre utal a lemezcím is. A saját dalok mellett ismét szerepet kapott egy feldolgozás is, ezúttal a War Machine a KISStől. Az album elődeihez hasonlóan sikeres lett, világszerte több mint 100 000 példány kelt el belőle. Mivel a 90-es évek vége felé a death metal veszített népszerűségéből, ez volt az egyik utolsó sikeres lemeze a műfajnak. Az album japán kiadásának bónuszai között helyet kapott egy Thin Lizzy és egy Iron Maiden feldolgozás is. (Jailbreak illetve Wrathchild). A lemezt bemutató turné alkalmával részt vettek a Warped Tour elnevezésű körúton is, melyen rajtuk kívül főleg punk csapatok szerepeltek.
A turné befejeztével a következő albumon kezdtek el dolgozni, mely teljes egészében feldolgozásokat tartalmazott. A Graveyard Classics című album 2000. október 24-én jelent meg és Savatage, AC/DC, Iron Maiden, Accept, Deep Purple, Scorpions, Jimi Hendrix, Venom dalokat tartalmazott többek között. A dalok eredeti riffjeit, és ritmusait meghagyták, csak a hangzást és az énektémákat súlyosbították death metalosra.

### True CarnageésBringer of Blood(2001–2003)
2001. május 21-én megjelent egy Maximum Video című VHS kazetta. Még ez év augusztus 7-én kiadták True Carnage című újabb stúdióalbumukat. Az One Bullet Left dalban Ice-T vendégszerepelt, míg a Sick and Twistedben Karyn Crisis. Ez volt az első alkalom, hogy egy death metal dalban előfordult női/férfi duett. A lemez dalai a korábbiaknál is jobban groove orientáltabbak lettek, és minden korábbinál nagyobb hangsúlyt kaptak a lassú tempók. Videóklipet a The Day the Dead Walked dalra készítettek, azonban szélsőséges képi világa miatt, nem sugározták a zenecsatornák. Az album a Billboard Heatseeker listáján a 18. helyezést érte el.
A lemezkiadást egy hosszas amerikai turné követte, mely 2002 nyarán vette kezdetét. Előzenekarok a Skinless és a Sworn Enemy együttesek voltak. A június 14-én adott koncertjüket rögzítették és Double Dead Redux címmel jelentették meg CD-n és DVD-n egyaránt. Szeptemberben tovább turnéztak immár a Hatebreed társaságában. 2002 decemberében fesztiválokon léptek fel a Kataklysm, a Dying Fetus, az Immolation és a Marduk zenekarokkal közösen. Ezt követően Hollandiában koncerteztek az Exodusszal.
Kisebb szünet után 2003 márciusában a Tampai Morrisound stúdióba vonultak, hogy elkészítsék ötödik nagylemezüket. Az album Bringer of Blood néven 2003. szeptember 23-án jelent meg. A korábbiaknál egy sötétebb hangulatú anyag született, melyen Barnes a védjegyének számító mély hörgések mellett, magasabb fekvésű "disznó visítás"ra emlékeztető hangokat is hallatott. A lemez jól fogyott, a német listákon 36. helyezett lett. Az év októberében egy öthetes észak-amerikai turnéra indultak. 2004 februárjában és márciusában kéthetes európai turnéra indultak, a Criminal és a Fleshcrawl zenekarok társaságában. A turné áprilisban az USA-ban folytatódott, ahol a The Red Chord, a The Black Dahlia Murder, On Broken Wings, Misery Signals, Bury Your Dead, és a The Heavils együttesek is felléptek velük.

### Graveyard Classics 2,13, ésA Decade in the Grave(2004–2006)
2004. augusztus 9-én egy újabb DVD-t dobtak piacra Live With Full Force & Maximum Video címmel.
2004. október 19-én megjelent a Graveyard Classics feldolgozásalbum folytatása a Graveyard Classics 2. A lemezre az AC/DC 1980-ban megjelent klasszikus Back in Black albumát játszották fel teljes egészében. Az album megosztotta a kritikusokat, Wade Kergan az AllMusic dolgozója negatív hangvételű kritikát jelentetett meg róla. Következő, saját dalokat tartalmazó stúdióalbumuk 2005. március 21-én jelent meg 13 címmel. A dalszövegeket Chris Barnes állítólag meditáció és marihuána fogyasztás hatása alatt írta meg. Az album hangzása jóra sikeredett, bár sokan kifogásolták a meglehetősen csendes hangerőt. Összességében egy figyelemreméltó alkotás készült el a True Carnage lemez nyomvonalán, olyan klasszikus dalokkal, mint a Shadow of the Reaper vagy a Decomposition of the Human Race. 2005 márciusában a "No Mercy" fesztiválturné keretében koncerteztek, a Dark Funeral, a Nile, a Dying Fetus, a Disbelief, a Wykked Witch és a Cataract zenekarokkal. Áprilisban folytatódott a turné, immár az Egyesült Államokban a Gizmachi, a 3 Inches of Blood, Chimaira, All That Remains társaságában többek között.
A Decade in the Grave címmel 2005. október 28-án egy ötlemezes box settet jelentetett meg a Metal Blade. Az első két anyag válogatás, a harmadikra ritkaságok kerültek fel, a negyedik lemezen egy 1995-ös koncertfelvétel szerepelt, míg az ötödik diszk egy 2005-ös koncertfelvételt tartalmaz DVD formátumban. Még ebben a hónapban egy Európai turnét bonyolítottak le, olyan zenekarokkal mint a Kat, a Born From Pain és a Debauchery. 2005 novemberében Chris Barnes csatlakozott a finn Torture Killer zenekarhoz, mint énekes. A 2006-ban megjelent Swarm! lemezükön hallható a hangja. Az együttes kezdetben kizárólag Obituary és Six Feet Under dalokkal koncertezett, többek között ezért is csatlakozott hozzájuk Barnes.

### Commandment,Death Rituals, ésGraveyard Classics 3(2007-napjainkig)
A 2006-os év nagy részét turnézással töltötték, melyet stúdiófelvételek követtek. Szeptember és október folyamán a brazil Krisiun, a Decapitated és az Abysmal Dawn társaságában turnéztak az Egyesült Államokban. Ezt decemberben európa turné követett, ahol a Darzamat, a Gorefest, a Belphegor és a Krisiun zenekarokkal karöltve koncerteztek az "X-Mass" fesztiválturné keretében. 2007. április 17-én jelentkeztek újabb albummal, mely a Commandment címet kapta. Az anyag producere Barnes mellett a Hate Eternal vezére Erik Rutan volt. A stílus továbbra is maradt az egyszerű, fogós death metal. 2007-es turnéjuk során részt vettek a Metalfest rendezvényen, ahol még a Belphegor, a Nile, és a Finntroll is fellépett. A Doomsday című dalukra forgatott videóklipjüket 2007. november 10-én sugározta az MTV2 a Headbanger's Ball műsorban. Az eset azért volt érdekes, mert a korábbi klipjeiket mind betiltották.
December 24-én a honlapukon tudatták a rajongóikkal, hogy 2008 elején stúdióba vonulnak rögzíteni a következő lemezüket. Az album címe Death Rituals lett, és az Egyesült Államokban 2008. november 11-én került a boltok polcaira, míg az Egyesült Királyságban csak november 17-én. A felvételek ismét a floridai Morrisound stúdióban zajlottak. A saját dalok mellett rögzítettek egy Mötley Crüe számot is a Bastard képében.
2008. január 31-én Chris Barnes bejelentette, hogy kiszáll a Torture Killerből, utódja Juri Sallinen lett. Még ez évben a dobos Greg Gall egy új projektet alapított Exitsect néven, melyben Sam Williams (Denial Fiend, Down By Law) gitározik, Frank Watkins (Obituary, Gorgoroth), basszusgitározik, Joe Kiser (Murder-Suicide Pact, Slap Of Reality) gitározik, és Paul Pavlovich (Assuck) énekel.
2010. január 19-én újabb feldolgozásokat tartalmazó lemez jelent meg, mely a Graveyard Classics 3 címet kapta. Ezúttal, többek között Twisted Sister, Van Halen, Mercyful Fate, Slayer, Metallica dalokat formáltak át a saját képükre. 2011-ben Terry Butler elhagyta a zenekart, hogy csatlakozhasson az Obituary death metal zenekarhoz. Helyére Matt DeVries került, aki korábban a Chimaira zenekarban gitározott. Még ez évben egy másod gitárossal bővültek ki Rob Arnold személyében, aki szintén a Chimairaban szerzett nevet magának. 2012-ben Matt Devries kilépett az együttesből és a Fear Factoryba igazolt, hogy helyettesítse az onnan kilépett Byron Stroudot. Helyére a korábbi Brain Drill basszusgitáros Jeff Hughell érkezett.

## Zene, stílus
A Six Feet Undert Chris Barnes énekes azzal a céllal alapította, hogy olyan death metalt játszhasson, ahol nem feltétlenül a blastbeateken és a sebességen van a hangsúly. Az együttes albumain groovy stílusú death metal hallható, olyan elődök nyomdokain, mint például az Obituary. Azaz dalaik általában középtempósak és lassabbak mint más death metal zenekaroké. Egy-egy újabb albumuk megjelenése nem hoz magával újszerűségeket. Ez a tény és a hangszeresek egyszerű játéka révén gyakran nevezik őket a death metal AC/DC-jének. Chris Barnes énekstílusa csakúgy mint a korai Cannibal Corpse lemezeken maradt a szélsőséges hörgés, bár egyesek szerint nem olyan "sokkoló"an. Ezenkívül magasabb, "visító" hangokat is elereszt. Az együttes dalszövegei elsősorban a halállal, és véres/belezős témákkal foglalkoznak, de némi politizálás és kormány kritizálás is rendre felbukkan a sorok között. Chris Barnes mint a halálhörgés egyik úttörője, még mindig ebben a stílusban énekel, de a "4:20" és a "Black Out" című dalokban már tiszta hangját is használta.

## Tagok
| Jelenlegi tagok - Chris Barnes − ének (1995−napjainkig) - Steve Swanson − gitár (1998−napjainkig) - Rob Arnold - gitár (2011-napjainkig) - Jeff Hughell − basszusgitár (2012–napjainkig) - Kevin Talley − dob (2011−napjainkig) | Korábbi tagok - Allen West − gitár (1995–1998) - Terry Butler − basszusgitár (1995−2011) - Greg Gall − dob (1995−2011) - Matt DeVries - basszusgitár (2011–2012) |

## Diszkográfia
| Stúdióalbumok - Haunted (1995) - Warpath (1997) - Maximum Violence (1999) - True Carnage (2001) - Bringer of Blood (2003) - 13 (2005) - Commandment (2007) - Death Rituals (2008) - Undead (2012) - Unborn (2013) - Crypt of the Devil (2015) - Torment (2017) - Nightmares of the Decomposed (2020) EP-k - Alive and Dead (EP, 1996) - Unburied (EP, 2018) | Válogatásalbumok - Graveyard Classics (2000) - Graveyard Classics 2 (2004) - A Decade in the Grave (Box set, 2005) - Graveyard Classics 3 (2009–2010) - Graveyard Classics IV: The Number of the Priest (2016) Videóalbumok (VHS, DVD) - Maximum Video (2001) - Double Dead (Live Album/Video, 2002) - Live with Full Force (2004) - Wake the Night! Live in Germany (2011) |

Videóklipek
| Év   | Cím                                          | Rendező            |
| ---- | -------------------------------------------- | ------------------ |
| 1996 | "Lycanthropy"                                |                    |
| 1997 | "Manipulation"                               | David Roth         |
| 1999 | "Victim of the Paranoid"                     | David Roth         |
| 2002 | "The Day the Dead Walked"                    | David Roth         |
| 2003 | "Amerika the Brutal"                         | David Aronson      |
| 2004 | "Bringer of Blood"                           | Ronald Matthes     |
| 2004 | "Dead and Buried (Living Life in the Grave)" | Jerry Clubb        |
| 2005 | "Shadow of the Reaper"                       | Gary Smithson      |
| 2005 | "Deathklaat"                                 | Ronald Matthes     |
| 2007 | "Ghosts of the Undead"                       | Mario Framingheddu |
| 2007 | "Doomsday"                                   | Mario Framingheddu |
| 2008 | "Seed of Filth"                              | Mario Framingheddu |
| 2012 | "18 Days"                                    |                    |
| 2015 | "Open Coffin Orgy"                           | Mitch Massie       |